# Martin Leverkus
Martin Leverkus (* 27. Dezember 1965 in Köln; † 16. Februar 2016 in Aachen) war ein deutscher Mediziner und Hochschullehrer.

## Leben
Martin Leverkus studierte Medizin an den Universitäten Köln, Clermont-Ferrand (Frankreich), Johannesburg (Südafrika) sowie Greenville (USA). Er wurde mit einer Arbeit der experimentellen Physiologie zum Dr. med. promoviert. Während eines zweijährigen Ausbildungsstipendiums der Deutschen Forschungsgemeinschaft (DFG) beschäftigte er sich im Dermatologe Department der Boston University mit der so genannten Familie der Todesrezeptoren in der Haut. An der Universität Würzburg absolvierte er an 1994 eine dermatologische Facharztausbildung und forschte über die die Zellen der Haut und Einwirkungen auf Tumorenzellen. 2002 habilitierte er sich in Würzburg und war als Oberarzt am Universitätsklinikum Würzburg sowie als Privatdozent tätig.
Leverkus trat zum 1. Dezember 2004 an der Universität Magdeburg die C3-Stiftungsprofessur für klinische und experimentelle Dermatologie an der Klinik für Dermatologie und Venerologie des Universitätsklinikum Magdeburg an. 2009 erhielt er einen Ruf auf eine außerordentliche Professur für klinische und molekulare Dermatologie an das Universitätsklinikum Mannheim und die Universität Heidelberg. Zuletzt war Martin Leverkus Professor an der RWTH Aachen und Direktor der Klinik für Dermatologie und Allergologie – Hautklinik – an der Universitätsklinikum der RWTH Aachen.

## Wirken
Er engagierte sich in verschiedenen nationalen und internationalen Arbeitsgruppen auf dem Gebiet der Apoptoseforschung, insbesondere zur Bedeutung das zwiespältige Molekül cFLIP für die Zelle. 2015 wurde er mit dem Oscar-Gans-Preis für besondere wissenschaftliche Leistungen auf dem Gebiet der experimentellen Dermatologie ausgezeichnet, insbesondere für seine Charakterisierung grundlegender Mechanismen und Abläufe zur Regulierung des programmierten Zelltodes in der Haut. 2008 erhielt er den Forschungsförderungspreis des Deutschen Hautforschungszentrums (DHFZ).